# Luciogobius
A Luciogobius a csontos halak (Osteichthyes) főosztályának a sugarasúszójú halak (Actinopterygii) osztályába, ezen belül a sügéralakúak (Perciformes) rendjébe, a gébfélék (Gobiidae) családjába és a Gobionellinae alcsaládjába tartozó nem.

## Rendszerezés
A nembe az alábbi 16 faj tartozik:
- Luciogobius adapel Okiyama, 2001
- Luciogobius albus Regan, 1940
- Luciogobius ama (Snyder, 1909)
- Luciogobius brevipterus Chen, 1932
- Luciogobius dormitoris Shiogaki & Dotsu, 1976
- Luciogobius elongatus Regan, 1905
- Luciogobius fluvialis Kanagawa, Itai & Senou, 2011
- Luciogobius fonticola Kanagawa, Itai & Senou, 2011
- Luciogobius grandis Arai, 1970
- Luciogobius guttatus Gill, 1859 - típusfaj
- Luciogobius koma (Snyder, 1909)
- Luciogobius pallidus Regan, 1940
- Luciogobius parvulus (Snyder, 1909)
- Luciogobius platycephalus Shiogaki & Dotsu, 1976
- Luciogobius ryukyuensis Chen, Suzuki & Senou, 2008
- Luciogobius saikaiensis Dôtu, 1957